# Stab Wounds
Stab Wounds è il terzo album in studio del gruppo musicale tedesco Dark Fortress, pubblicato nel 2004.

## Tracce
1. Iconoclasm Omega - 6:41
2. Self Mutilation - 6:45
3. Stab Wounds - 8:11
4. When 1000 Crypts Awake - 4:00
5. Despise the "Living" - 5:36
6. A Midnight Poem - 8:47
7. Rest in Oblivion - 8:29
8. Vanitas...No Horizons - 1:24
9. Like a Somnambulist in Daylight's Fire - 7:52
10. Sleep! - 3:16

Digipak bonus tracks
- Endtime (Katatonia cover) - 8:21

## Formazione
- Azathoth - voce
- Asvargr - chitarra
- V. Santura - chitarra
- Draug - basso
- Paymon - tastiera
- Seraph - batteria